# Bárbara Latorre
Bárbara Latorre Viñals (Saragozza, 14 marzo 1993) è una calciatrice ed ex giocatrice di calcio a 5 spagnola, attaccante del Deportivo La Coruña.

## Carriera

### Club
Bárbara Latorre inizia la sua carriera nel calcio a 5 femminile, giocando in Primera División Femenina de Futsal fino al 2011, anno in cui le sue qualità di realizzatrice attirano l'attenzione del Prainsa Saragozza che sta cercando un rinforzo nel reparto offensivo della propria formazione B iscritta alla Segunda División, il secondo livello del campionato spagnolo femminile di calcio. Le sue prestazioni convincono la dirigenza di inserirla ben presto nella rosa della prima squadra che gioca in Primera División Femenina de España, capacità che al suo secondo campionato permettono a lei e compagne di raggiungere la finale dell'edizione 2013 della Coppa della Regina, persa nei confronti del Barcellona, e il settimo posto in classifica nella stagione di Primera División 2012-2013.
Al termine del campionato Latorre decide di non rinnovare il suo contratto con Saragozza trovando invece un accordo con l'Espanyol. Al termine del primo campionato con l'Espanyol, grazie alle sue 13 reti siglate Latorre è la migliore realizzatrice del club riuscendo a entrare nella classifica dei cannonieri  tra le prime undici della stagione Primera División 2013-2014.
Durante il calciomercato estivo 2015 Latorre coglie l'opportunità offertale dal Barcellona, per quattro volte consecutive Campione di Spagna, in cerca di integrare il proprio reparto avanzato dopo la partenza di alcune importanti giocatrici. Mette rapidamente in luce le sue qualità di attaccante siglando 9 reti su 12 partite nella prima parte della stagione 2015-2016. ha inoltre l'opportunità di debuttare per la prima volta in un incontro internazionale, scendendo in campo il 7 ottobre 2015, in occasione della partita di andata dei sedicesimi di finale dell'edizione 2015-2016 di UEFA Women's Champions League, dove in casa delle kazake del BIIK Kazygurt le spagnole riescono a pareggiare 1-1.

### Nazionale
Latorre viene convocata dal tecnico Jorge Vilda e inserita con il ruolo di difensore nella rosa della nazionale spagnola impegnata alle fasi di qualificazione al campionato europeo dei Paesi Bassi 2017, debuttando il 15 settembre 2016 nella partita in cui la Spagna si impone pesantemente per 13 a 0 sulle avversarie del Montenegro, rilevando nell'occasione la compagna di club Marta Torrejón al 45'.

## Statistiche

### Presenze e reti nei club
Statistiche aggiornate al 18 maggio 2025.
| Stagione               | Squadra                | Campionato             | Campionato | Campionato | Coppe nazionali | Coppe nazionali | Coppe nazionali | Coppe internazionali | Coppe internazionali | Coppe internazionali | Altre coppe | Altre coppe | Altre coppe | Totale | Totale |
| Stagione               | Squadra                | Comp                   | Pres       | Reti       | Comp            | Pres            | Reti            | Comp                 | Pres                 | Reti                 | Comp        | Pres        | Reti        | Pres   | Reti   |
| ---------------------- | ---------------------- | ---------------------- | ---------- | ---------- | --------------- | --------------- | --------------- | -------------------- | -------------------- | -------------------- | ----------- | ----------- | ----------- | ------ | ------ |
| 2011-12                | Saragozza              | PD                     | 32         | 16         | CR              | -               | -               | -                    | -                    | -                    | -           | -           | -           | 32     | 16     |
| 2012-13                | Saragozza              | PD                     | 28         | 17         | CR              | 5               | -               | -                    | -                    | -                    | -           | -           | -           | 33     | 17     |
| Totale Saragozza       | Totale Saragozza       | Totale Saragozza       | 65         | 33         | -               | 5               | 0               | -                    | -                    | -                    | -           | -           | -           | 70     | 33     |
| 2013-2014              | Espanyol               | PD                     | 30         | 13         | CR              | -               | -               | -                    | -                    | -                    | -           | -           | -           | 30     | 13     |
| 2014-15                | Espanyol               | PD                     | 25         | 6          | CR              | 1               | -               | -                    | -                    | -                    | -           | -           | -           | 26     | 6      |
| Totale Espanyol        | Totale Espanyol        | Totale Espanyol        | 55         | 19         | -               | 1               | 0               | -                    | -                    | -                    | -           | -           | -           | 56     | 19     |
| 2015-2016              | Barcellona             | PD                     | 26         | 12         | CR              | 3               | 2               | WCL                  | 4                    | -                    | -           | -           | -           | 33     | 14     |
| 2016-2017              | Barcellona             | PD                     | 23         | 6          | CR              | 3               | 1               | WCL                  | 8                    | 2                    | -           | -           | -           | 34     | 9      |
| 2017-2018              | Barcellona             | PD                     | 24         | 10         | CR              | 2               | 0               | WCL                  | 1                    | -                    | -           | -           | -           | 27     | 10     |
| 2018-2019              | Barcellona             | PD                     | 12         | 0          | CR              | 1               | 0               | WCL                  | 2                    | 0                    | -           | -           | -           | 15     | 0      |
| Totale Barcellona      | Totale Barcellona      | Totale Barcellona      | 85         | 28         |                 | 9               | 3               |                      | 15                   | 2                    |             | -           | -           | 109    | 33     |
| 2019-2020              | Real Sociedad          | PD                     | 16         | 4          | CR              | 2               | 0               | -                    | -                    | -                    | -           | -           | -           | 18     | 4      |
| 2020-2021              | Real Sociedad          | PD                     | 26         | 6          | CR              | 1               | 0               | -                    | -                    | -                    | -           | -           | -           | 27     | 6      |
| Totale Real Sociedad   | Totale Real Sociedad   | Totale Real Sociedad   | 42         | 10         | -               | 3               | 0               | -                    | -                    | -                    | -           | -           | -           | 45     | 10     |
| 2021-2022              | Atlético Madrid        | PD                     | 26         | 7          | CR              | 3               | 0               | -                    | -                    | -                    | -           | -           | -           | 29     | 7      |
| 2022-2023              | Atlético Madrid        | PD                     | 13         | 3          | CR              | 3               | 1               | -                    | -                    | -                    | -           | -           | -           | 16     | 4      |
| Totale Atletico Madrid | Totale Atletico Madrid | Totale Atletico Madrid | 39         | 10         | -               | 6               | 1               | -                    | -                    | -                    | -           | -           | -           | 45     | 11     |
| 2023-2024              | Roma                   | A                      | 8          | 0          | CI              | 1               | 0               | UWCL                 | 2                    | 1                    | SI          | -           | -           | 11     | 1      |
| Totale Roma            | Totale Roma            | Totale Roma            | 8          | 0          | -               | 1               | 0               | -                    | 2                    | 1                    | -           | -           | -           | 11     | 1      |
| gen.-giu. 2024         | Levante Badalona       | PD                     | 9          | 0          | CR              | -               | -               | -                    | -                    | -                    | -           | -           | -           | 9      | 0      |
| 2024-2025              | Deportivo La Coruña    | PD                     | 27         | 2          | CR              | 3               | 0               | -                    | -                    | -                    | -           | -           | -           | 30     | 2      |
| Totale carriera        | Totale carriera        | Totale carriera        | 325        | 102        | -               | 28              | 4               | -                    | 17                   | 3                    | -           | -           | -           | 370    | 109    |

## Palmarès

### Club
- Coppa della Regina: 3

Barcellona: 2017, 2018
Atletico Madrid: 2022-2023

### Nazionale
- Cyprus Cup: 1

2018